# Академия сухопутных войск имени гетмана Петра Сагайдачного
Национальная академия сухопутных войск имени гетмана Петра Сагайдачного (укр.  Академія сухопутних військ імені гетьмана Петра Сагайдачного) — одно из ведущих учебных заведений в системе военного образования Министерства обороны Украины, основанное в 1899 году как школа кадетов пехоты. Занимается выпуском офицеров сухопутных войск. Располагается во Львове.

## История

### Австро-Венгрия
1 октября 1899 года на территории нынешней Академии состоялось открытие Императорской и королевской школы кадетов пехоты во Львове (K. und k. Infanterie Kadettenschule in Lemberg). Это заведение было единственным в Галиции и шестнадцатым во всей Австро-Венгрии военно-учебным заведением. Выпускникам учреждения присваивали звание «Кадет — заместитель офицера». В 1914 году школу эвакуировали в Австрию.

### Польская Республика
После распада Австро-Венгрии до 1921 года комплекс сооружений пустовал. С 1921 года здесь дислоцировался Польский кадетский корпус № 1 (Korpus Kadetów Nr.1 — с 1935 года, имени Юзефа Пилсудского) перебазированный из Кракова. Нападение Германии вынудило польское командование в сентябре 1939 года эвакуировать из Равича во Львов Корпус кадетов № 3. Однако в связи с наступлением Красной Армии начать занятия так и не удалось. После присоединения западно-украинских земель к УССР советская власть расформировала учебное заведение.

### СССР
С конца сентября до 14 ноября 1939 года в помещениях бывшего кадетского корпуса был размещён штаб Украинского фронта. После его расформирования здесь расположилось Львовское пехотное училище Красной Армии, которое через год было передислоцировано в Острог. С декабря 1940 до марта 1941 года учебные корпуса на ул. Кадетской, 32 становятся местом дислокации 15-й моторизованной пулемётно-артиллерийской бригады. В марте 1941 года её сменила 32-я танковая дивизия 4-го механизированного корпуса Красной Армии. Во время немецкой оккупации на территории нынешней Академии находился военный госпиталь, а с конца июля 1944 года и до весны 1947 года — советский военный госпиталь.
Нынешний институт ведёт своё организационное начало от военно-политического училища, созданного 18 ноября 1939 года в Брянске Орловской области. Училище осуществляло подготовку офицеров-политработников. За годы Великой Отечественной войны училище передислоцировалось в города Бобров, Халтурин, Харьков и выпустило около 11 тысяч офицеров. За мужество в годы войны 15 воспитанникам учебного заведения присвоено звание Героя Советского Союза.
В 1947 году училище передислоцировалось во Львов и становится Львовским военно-политическим училищем (некоторое время носило имя Николая Щорса), занимая территорию кадетского корпуса. Учреждение готовило офицеров для службы в редакциях военных СМИ и культурно-просветительских учреждений армии и флота.
В 1962 году Львовское военно-политическое училище преобразовано в высшее.
В 1975 году Львовское высшее военно-политическое училище было награждено орденом Красной Звезды.
В 1978 году за заслуги в деле повышения боеготовности вооруженных сил Чехословацкой Социалистической Республики ЛВВПУ награждается Орденом Красной Звезды ЧССР.

### Украина
В 1993 году училище получило статус Отделения военной подготовки при Государственном университете «Львовская политехника». В 1997 году учреждение получило статус Военного института.
В 2000 году Институт получил имя гетмана Петра Кононовича Сагайдачного.
Постановлением Кабинета Министров Украины № 381 от 26 мая 2005 года учебное заведение реорганизовано в Львовский институт Сухопутных войск и с 1 сентября 2006 года осуществляет подготовку военных специалистов по всем специальностями Сухопутных войск Вооружённых сил Украины.
13 мая 2009 года правительство Украины приняло постановление о реформировании заведения в Академию сухопутных войск Вооруженных сил Украины. 4 сентября 2009 года в день присяги курсантов первокурсников заместитель главы секретариата Президента Украины Павел Шатковский вручил начальнику академии генерал-лейтенанту Павлу Ткачуку Боевое Знамя Академии сухопутных войск имени гетмана Петра Сагайдачного.
21 сентября 2015 года в соответствии к Указу Президента Украины № 551/2015 Академии сухопутных войск имени гетмана Петра Сагайдачного предоставлено статус Национальной.
В ноябре 2017 года на базе Академии начался первый базовый курс подготовки военных капелланов.

## Деятельность
В Академии осуществляют подготовку офицеров по специальностям: управление подразделениями механизированных войск, управление подразделениями танковых, управление подразделениями аэромобильных войск, управление подразделениями специального назначения и войсковой разведки, управление подразделениями наземной артиллерии, управление подразделениями ракетных войск, управление подразделениями артиллерийской разведки, ракетно-артиллерийское вооружение, автомобили и автомобильное хозяйство, физическое воспитание, культурология, журналистика (последний выпуск 2010 года), музыкальное искусство.
В Академии действуют четыре факультета:
- Факультет боевого применения войск
- Факультет аэромобильных войск
- Факультет ракетных войск и артиллерии
- Факультет подготовки специалистов по обеспечению войск.

Также в состав Академии входит Военный колледж сержантского состава, который готовит младших специалистов по ремонту и обслуживанию автомобильной техники, начальников складов разных направленностей, а также музыкантов военных оркестров.
Курсанты проходят военную практику в Международном центре миротворчества и безопасности.
При Академии восстановлено культовое сооружение австрийского периода, ныне церковь архистратига Михаила (принадлежит УГКЦ).
В 2009 году Академией были выпущены 238 лейтенантов.
Среди известных выпускников — президент Монголии Цахиагийн Элбэгдорж, военный и политический журналист Дмитрий Тымчук, государственный деятель Ирина Верещук.

### Музей
Музей истории Национальной академии — военно-исторический музей, расположенный на территории Академии. В музее представлена история учебного заведения, а также история учебных заведений, ранее существовавших на территории городка. Обновленный музей был открыт 28 октября 2010 года. Музей состоит из 9 залов.

## Война на востоке Украины
По состоянию на 2 марта 2018 года Национальная  академия Сухопутных войск имени гетмана Петра Сагайдачного в ходе АТО потеряла погибшими 2 человека.

## Начальники
- Начальник академии — доктор исторических наук, профессор, генерал-лейтенант Ткачук, Павел Петрович.